# Quelimane
Quelimane (pronunciato "chelimane") è la capitale amministrativa della Zambezia (la seconda provincia più popolosa del Mozambico) ed è la quarta città del Mozambico, con una popolazione di 193 343 abitanti (2007). Tuttavia, la popolazione realmente residente è notevolmente maggiore data l'ampia percentuale di abitanti non registrati e non iscritti ai servizi anagrafici. La città si trova a circa 20km dall'Oceano Indiano, lungo il percorso del Rio Dos Bon Sinais. 
La città era già un centro commerciale Swahili al momento dell'occupazione portoghese nel 1530. Successivamente è divenuta sede amministrativa nel 1793, diventando un importante centro coloniale. Attualmente continua ad essere rilevante nell'area soprattutto dal punto di vista commerciale ed amministrativo, rimanendo invece tagliata fuori dallo sviluppo turistico che ha interessato altre zone costiere del Mozambico. Le lingue parlate in città sono il portoghese, lingua ufficiale della repubblica mozambicana, e lo Chuabo. La zona è soggetta a frequenti e devastanti inondazioni, che fiaccano periodicamente il già debole tessuto produttivo locale, legato principalmente all'agricoltura di sussistenza.
Nel Luglio del 2024 il Sindaco di Quelimane Manuel De Araujo e il sindaco di Pessano con Bornago (MI) Alberto Villa firmano un accordo di friendship tra i due Comuni per dare un segnale concreto di collaborazione tra Italia e Mozambico.